# Gossypium vollesenii
Gossypium vollesenii är en malvaväxtart som beskrevs av P.A. Fryxell. Gossypium vollesenii ingår i släktet bomull, och familjen malvaväxter. Inga underarter finns listade i Catalogue of Life.